# باگرات آروشانیان

باگرات ایساهاکی آروشانیان (ارمنی: Բագրատ Իսահակի Առուշանյան؛  زاده ۱۹ اکتبر ۱۹۹۴ - درگذشته ۲۷ فوریهٔ ۱۹۰۳ فرد نظامی اهل ارمنستان بود.

## زندگی‌نامه
وی در ۲۷ فوریهٔ ۱۹۰۳ در وریشن به دنیا آمد . وی همچنین برنده جوایزی همچون نشان لنین، نشان پرچم سرخ، نشان جنگ میهنی (درجه یک)، مدال به مناسبت یکصدمین سالگرد تولد ولادیمیر ایلیچ لنین، مدال دفاع از قفقاز، مدال به خاطر پیروزی مقابل آلمان در جنگ بزرگ میهنی (۱۹۴۵–۱۹۴۱)، مدال بیستمین سال پیروزی در جنگ بزرگ میهنی (۱۹۴۵–۱۹۴۱)، مدال سی‌امین سال پیروزی در جنگ بزرگ میهنی (۱۹۴۵–۱۹۴۱)، مدال چهلمین سال پیروزی در جنگ بزرگ میهنی (۱۹۴۵–۱۹۴۱) تسخیر کونیگسبرگ، نشان کوتوزوف و مدال بزرگداشت ۸۰۰مین سالگرد مسکو شد. وی در ۱۹ اکتبر ۱۹۹۴ در سن ۹۱ سالگی در مسکو درگذشت.